# طائرة نفاثة إقليمية
طائرة الركاب الإقليمية (بالإنجليزية: Regional Jet - RJ) أو طائرة نفاثة إقليمية هي طائرة ركاب إقليمية تعمل بمحركات نفاثة، وعادةً ما تُعرف بأنها تحتوي على أقل من 100 مقعد. كانت أول طائرة تُصنف ضمن هذه الفئة هي طائرة سود أفياسيون كارافيل Sud-Aviation Caravelle عام 1959م، تلتها طائرات Douglas DC-9، وBAC One-Eleven، وYakovlev Yak-40، وFokker F28، وBAe 146. كما تنافست الإصدارات الأولى من طائرة Boeing 737 في هذه الفئة. وشهدت تسعينيات القرن الماضي ظهور عائلتي Canadair Regional Jet وEmbraer Regional Jet، تلتهما طائرة Embraer E-Jet الأكبر حجمًا والعديد من المشاريع المنافسة. وشهدت هذه الفترة أيضًا إفلاس شركة فوكر Fokker عام 1996م وخروج شركة BAE Systems من السوق عام 2001م، مما أدى إلى انخفاض كبير في عدد مصنعي طائرات الركاب الإقليمية.
استمر توطيد السوق مع بيع شركة بومباردييه للطيران برامج طائراتها بين عامي 2017 و2019م، تاركةً شركة إمبراير الشركةَ المُصنِّعةَ الإقليميةَ المستقلةَ الكبرى الوحيدةَ للطائرات النفاثة بعائلة إمبراير إي-جيت إي2. قدمت شركة كوماك الصينية طائرة C909 (التي كانت تُعرف آنذاك باسم ARJ21) لسدِّ النقص في الصناعة الإقليمية الصينية منذ تقاعد طائرة دي سي-9. استمرت شركة أنتونوف الأوكرانية في إنتاج طائرة أنتونوف أن-148 حتى توقف إنتاجها إثر حادث تحطم مميت، وهي طائرة رحلة ساراتوف رقم 703، والغزو الروسي لأوكرانيا. وأخيرًا، أنتجت شركة سوخوي الروسية طائرة سوخوي سوبر جيت 100، على الرغم من تباطؤ إنتاجها منذ الحرب في أوكرانيا.

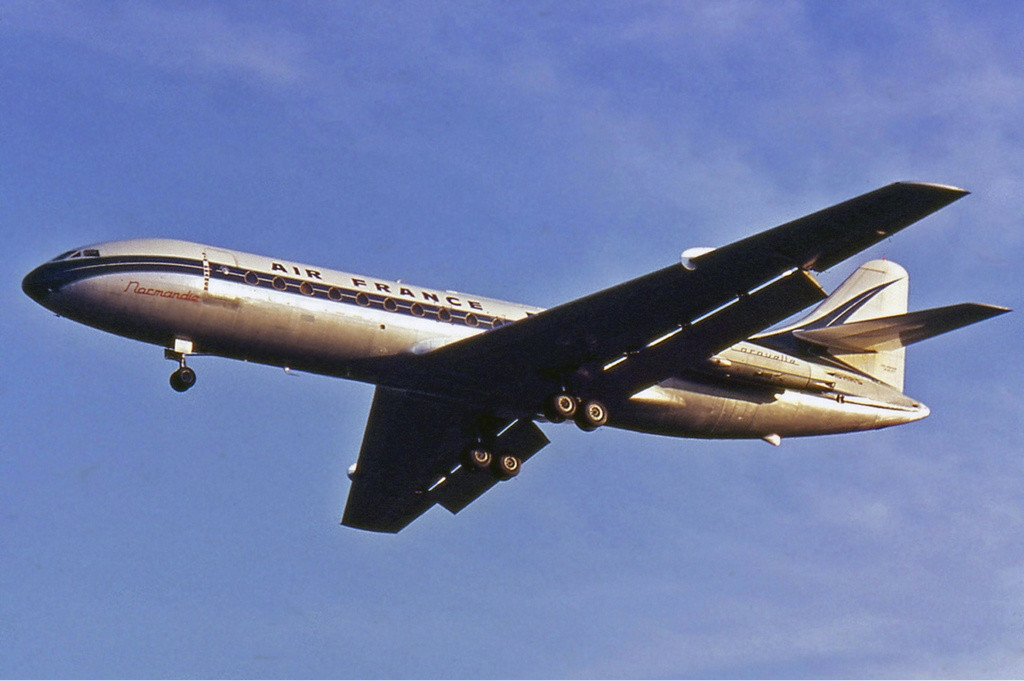
كانت طائرة الركاب النفاثة قصيرة المدى Sud Aviation Caravelle أول طائرة نفاثة إقليمية تم تقديمها في عام 1959م.

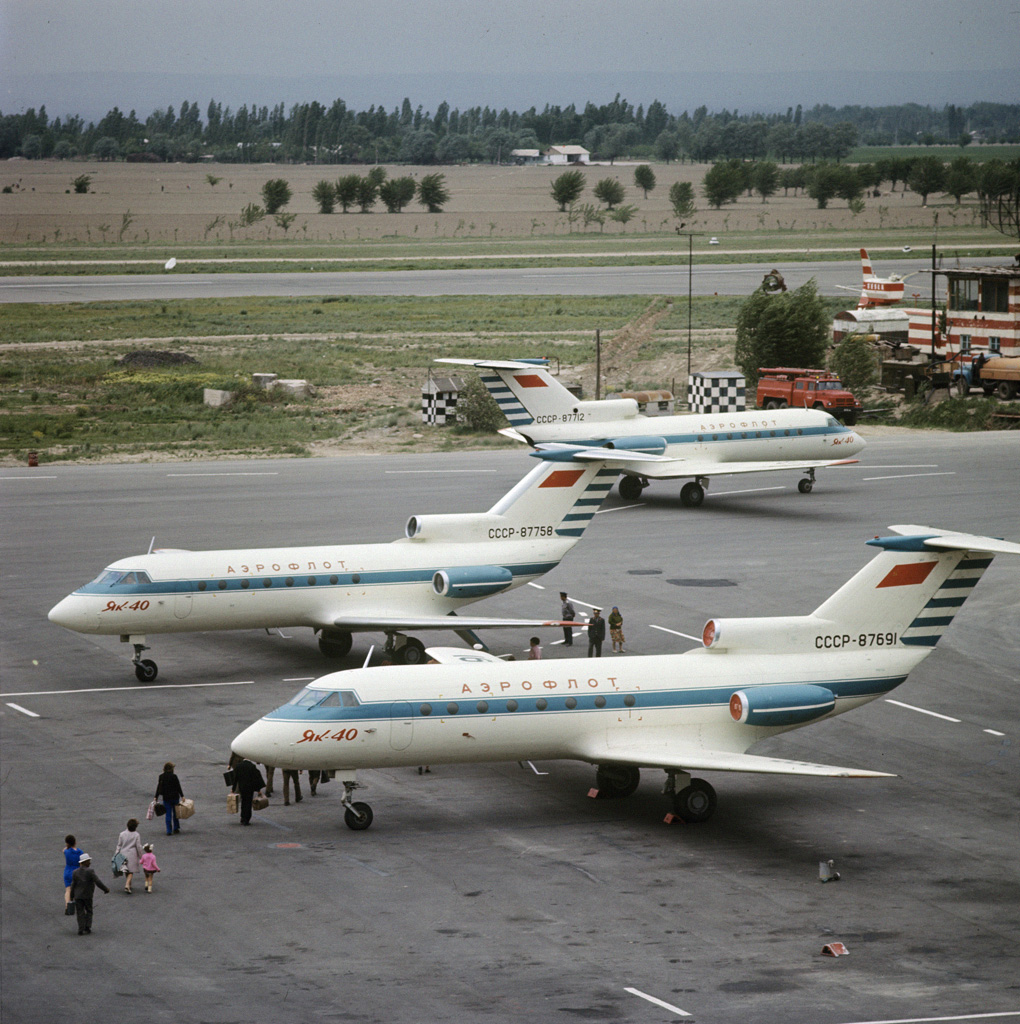
تم تقديم طائرة ياكوفليف ياك-40 في عام 1968م.